# KrAZ Hurricane
КрАЗ Ураган (англ. KrAZ Hurricane) — сімейство українських бронеавтомобілів з V-подібним днищем з колісною формулою 8х8, розроблених компанією АвтоКрАЗ спільно з канадською компанією Streit Group на основі КрАЗ-7634НЕ. Машини створені за стандартом MRAP і представлені в першій половині 2015 року.

## Історія
Розробка бронемашини почалася на рубежі 2014—2015 року. 2 січня 2015 року головний конструктор ВАТ «АвтоКрАЗ» Сергій Васічек заявив, що на шасі КрАЗ-7634 розробляється багатоцільовий модульний бронеавтомобіль, і перший прототип цієї бронемашини буде представлений в першій половині 2015 року. 9 лютого 2015 року генеральний директор «АвтоКрАЗ» Роман Черняк повідомив, що будівництво бронемашини ще не розпочато.
19 лютого 2015 року компанія Streit Group представила демонстраційний зразок бронемашини Hurricane на виставці озброєнь IDEX-2015.
Через військовий конфлікт на Донбасі вважалося, що Україна стане одним із перших замовників Hurricane. Але масової закупівлі так і не сталося, також інформації про якісь закупівлі Ураганів іншими країнами так і не надійшло.

## Конструктивна компоновка
Бронеавтомобіль КрАЗ-Ураган (KrAZ-Hurricane) побудований на базі чотириосного шасі вантажного автомобіля підвищеної прохідності КрАЗ-7634НЕ з колісною формулою 8×8. Всі елементи колісного шасі було посилено з метою утримання додаткової ваги броньованого корпусу.
Корпус бронеавтомобіля КрАЗ-Ураган (KrAZ-Hurricane) зварений з листів броньованої сталі, що забезпечує балістичний захист з різних сторін відповідний рівню 4 STANAG 4569 стандарту НАТО (захист при обстрілі бронебійними кулями калібру 14,5 мм з відстані 200 м) варто зазначити що за запитом замовника рівень захисту може бути рівнями нижче але не менше 2 рівня. Корпус машини виконаний суцільно з кабіною. Компонування безкапотне. Двигун розташований за кабіною. Між кабіною та десантним відділенням є спеціальний прохід.
Днище MRAP КрАЗ-Ураган (KrAZ-Hurricane) має V-подібну форму, що дає можливість перенаправити вибухову хвилю під колесами та днищем машини убік, зменшуючи тим самим вплив факторів вибуху на екіпаж та десант. Днище витримує підрив на фугасі еквівалентному 10 кг тротилу, що відповідає рівню 4а, 4б STANAG 4569.
Оглядність з кабіни забезпечується склоблоками з куленепробивного скла. Крім того, є камера заднього виду, зображення якої передається на монітор у відділенні керування (кабіна).
Десантне відділення MRAP КрАЗ-Ураган (KrAZ-Hurricane) має всередині протиосколковий підбій, а в бортах — склоблоки з куленепробивного скла з амбразурками для ведення вогню з особистої зброї десанту. Десантне відділення має подвійну підлогу і сидіння, що підвішуються, для бійців з демпфуванням ударних навантажень. Місткість десантного відділення становить 14 повністю екіпірованих солдатів, що розташовуються вздовж бортів один навпроти одного. Посадка та висадка екіпажу відбувається через бічні двері кабіни, десанту — через кормові двері, що мають склоблок з амбразуркою.
Десантне відділення бронеавтомобіля КрАЗ-Ураган (KrAZ-Hurricane) може бути змінено до вимог виконання певних завдань.
Модельна гама КрАЗ Ураган передбачає створення цілої низки модифікацій. Крім представленої машини для перевезення особового складу, можуть бути створені шасі для встановлення різних озброєнь, у тому числі і для РСЗВ «Ураган», ракетних комплексів, артилерійських систем, ППО тощо. Повна маса становить 24 тонни, а вантажопідйомність при цьому 5000 кг.

## Двигун
За кабіною управління розташоване моторно-трансмісійне відділення (МТО) з турбодизелем Cummins ISME 385 потужністю 380 л. (279,5 кВт) при 1 900 обертах в хвилину в єдиному блоці з автоматичною шестиступінчастою трансмісією Allison 400. Хоча можуть встановлюватися двигуни різних виробників, залежно від вимог замовника потужністю 350—450 л. (257—331 до Вт). Місткість двох паливних баків складає 500 л.

## Технічні характеристики
- Тип двигуна: Cummins ISME 385, 10,8 л, 6 циліндрів в ряд, з турбонаддувом
- Розміри Довжина: 9320 мм, висота: 3100 мм ширина: 2580 мм
- Передача: Allison 4000 (6 ступінчаста автоматична коробка передач)
- Колісна база: 1750/3400/1400 мм
- Потужність: 380 к.с. при 1900 об/хв
- Бронювання: Рівень STANAG 4569 Level 4
- Сидіння: 14 + 2[7]
- Компоненти підвіски: Підвіска посилена в міру необхідності, щоб компенсувати додаткову вагу транспортного засобу
- Об'єм баку: 2х250 л.

## Військові оператори
- Україна — невідома кількість машин KrAZ Hurricane.